# Heinz Hinze (Schauspieler)
Heinz Hinze (* 31. August 1905 in Leipzig; † 8. September 1988 in Ost-Berlin) war ein deutscher Schauspieler.

## Leben
Nach dem Zweiten Weltkrieg hatte er Engagements in Gera, Leipzig und Halle (Saale) und war seit 1951 Mitglied des Ensembles des Deutschen Theaters, wo er viele große Rollen verkörperte,  unter anderem 500 Mal den Professor Higgins in Pygmalion, neben Inge Keller als Eliza. Zuletzt war er als Doge in William Shakespeares Der Kaufmann von Venedig zu sehen. Ferner wirkte er häufig als Schauspieler in Spielfilmen der DEFA sowie in Produktionen des Fernsehens mit. Auch in über 90 Hörspielen war er als Sprecher zu hören.
Die Schauspielerin Petra Hinze ist seine Tochter. Er war von 1957 bis zu seinem Tod mit der Lyrikerin Annemarie Bostroem verheiratet.
Heinz Hinze fand seine letzte Ruhestätte auf dem Friedhof der Dorotheenstädtischen und Friedrichswerderschen Gemeinden in der Berliner Chausseestraße.

## Filmografie
- 1952: Karriere in Paris
- 1953: Die Unbesiegbaren
- 1954: Stärker als die Nacht
- 1955: Wer seine Frau lieb hat …
- 1956: Thomas Müntzer – Ein Film deutscher Geschichte
- 1956: Der Hauptmann von Köln
- 1961: Gewissen in Aufruhr (Fernsehfilm, 5 Teile)
- 1963: Reserviert für den Tod
- 1966: Pitaval des Kaiserreiches: Der Prozeß gegen die Gräfin Kwilecki (Fernsehreihe)
- 1967: Er ging allein (Fernsehfilm, 2 Teile)
- 1968: Ich – Axel Cäsar Springer (Fernsehfilm, Teil 1 und 2 von 5 Teilen)
- 1968: Die Toten bleiben jung
- 1975: Till Eulenspiegel
- 1976: Leben und Tod Richard III. (Theateraufzeichnung)
- 1980: Archiv des Todes (Fernsehfilm, Teil 9 von 13 Teilen)

## Theater
- 1950: Georg Kaiser: Napoleon in New Orleans (Baron) – Regie: Karl Kendzia (Landestheater Sachsen-Anhalt Halle)
- 1951: Friedrich Schiller: Maria Stuart (Leicester) – Regie: Herwart Grosse (Deutsches Theater Berlin – Kammerspiele)
- 1951: Juri Burjakowski: Julius Fucik – Regie: Wolfgang Langhoff (Deutsches Theater Berlin)
- 1951: William Shakespeare: Was ihr wollt – Regie: Wolfgang Heinz (Deutsches Theater Berlin – Kammerspiele)
- 1952: George Bernard Shaw: Pygmalion (Professor Higgins) – Regie: Rudolf Noelte (Deutsches Theater Berlin – Kammerspiele)
- 1952: Gerhard W. Menzel: Marek im Westen (General) – Regie: ? (Deutsches Theater Berlin – Kammerspiele)
- 1953: Roger Vailland: Colonel Foster ist schuldig (Scho Aodi Yang) – Regie: Herwart Grosse/Wolfgang Langhoff (Deutsches Theater Berlin – Kammerspiele)
- 1953: Harald Hauser: Prozeß Wedding (Amerikanischer Informationsoffizier) – Regie: Wolfgang Langhoff (Deutsches Theater Berlin)
- 1953: Heinar Kipphardt: Shakespeare dringend gesucht (Intendant Schnell) – Regie: Herwart Grosse/Wolfgang Langhoff (Deutsches Theater Berlin – Kammerspiele)
- 1953: Alexander Kron: Das tote Tal (Mechti) – Regie: Herwart Grosse (Deutsches Theater Berlin)
- 1953: Friedrich Wolf: Thomas Müntzer, der Mann mit der Regenbogenfahne – Regie: Wolfgang Langhoff (Deutsches Theater Berlin)
- 1954: Maxim Gorki: Ssomow und Andere (Trojerukow) – Regie: Wolfgang Heinz (Deutsches Theater Berlin)
- 1955: Arno Holz: Sozialaristokraten (Frederik S. Bellermann) – Regie: Ernst Kahler (Deutsches Theater Berlin – Kammerspiele)
- 1955: Gerhart Hauptmann: Vor Sonnenuntergang (Justizrat Hanefeldt) – Regie: Wolfgang Heinz (Deutsches Theater Berlin)
- 1956: Lillian Hellman: Die kleinen Füchse (Oskar Hubbart) – Regie: Wolfgang Heinz (Deutsches Theater Berlin – Kammerspiele)
- 1957: William Shakespeare: König Lear (Oswald) – Regie: Wolfgang Langhoff (Deutsches Theater Berlin)
- 1957: Emmanuel Roblès: Montserrat – Regie: Ernst Kahler (Deutsches Theater Berlin – Kammerspiele)
- 1958: Anton Tschechow: Drei Schwestern – Regie: Heinz Hilpert (Deutsches Theater Berlin)
- 1958: Erich Maria Remarque: Die letzte Station (Oberscharführer) – Regie: Emil Stöhr (Deutsches Theater Berlin – Kammerspiele)
- 1959: Friedrich Schiller: Wallenstein (Isolani) – Regie: Karl Paryla (Deutsches Theater Berlin)
- 1959: Carlo Goldoni: Das Kaffeehaus (Don Marzio) – Regie: Emil Stöhr (Deutsches Theater Berlin – Kammerspiele)
- 1959: Unbekannter Verfasser: Die Trickbetrügerin und andere merkwürdige Begebenheiten – Regie: Herwart Grosse (Deutsches Theater Berlin – Kammerspiele)
- 1961: Maxim Gorki: Sommergäste (Bassow) – Regie: Wolfgang Heinz (Deutsches Theater Berlin)
- 1961: Pavel Kohout: Die dritte Schwester – Regie: Karl Paryla (Deutsches Theater Berlin – Kammerspiele)
- 1964: Horia Lovinescu: Fieber – Regie: Gotthard Müller (Deutsches Theater Berlin)
- 1965: Sean O’Casey: Der Mond scheint auf Kylenamoe (Lord) – Regie: Adolf Dresen (Deutsches Theater Berlin – Kammerspiele)
- 1965: Leo Tolstoi: Krieg und Frieden (Sergej Kusmitsch) – Regie: Wolfgang Heinz/Hannes Fischer (Deutsches Theater Berlin)
- 1965: Jewgeni Schwarz: Der Drache (Erster Bürger) – Regie: Benno Besson (Deutsches Theater Berlin)
- 1967: Rolf Schneider: Prozeß in Nürnberg (Keitel) – Regie: Wolfgang Heinz (Deutsches Theater Berlin)
- 1969: Hans Lucke: Mäßigung ist aller Laster Anfang (Patient) – Regie: Uta Birnbaum/Friedo Solter (Deutsches Theater Berlin – Kammerspiele)
- 1969: Werner Heiduczek: Die Marulas – Regie: Dieter Mann (Deutsches Theater Berlin)
- 1970: Claus Hammel: Le Faiseur oder Warten auf Godeau (Kleinbürger) – Regie: Hans Bunge/Heinz-Uwe Haus/Hans-Georg Simmgen (Deutsches Theater Berlin)
- 1971: Rolf Schneider: Einzug ins Schloß – Regie: Hans-Georg Simmgen (Deutsches Theater Berlin)
- 1973: Volker Braun: Die Kipper (Schwungrad) – Regie: Klaus Erforth/Alexander Stillmark (Deutsches Theater Berlin)
- 1975: Johann Wolfgang von Goethe: Heinz Hinze spricht  Werthers Leiden (Deutsches Theater Berlin – Kleine Komödie)
- 1978: Heinz Kahlau/Reiner Bredemeyer: Die Galoschenoper (Butler) – Regie: Friedo Solter (Deutsches Theater Berlin)
- 1984: Heinar Kipphardt: Bruder Eichmann (Japanisches Atombombenopfer) – Regie: Alexander Stillmark (Deutsches Theater Berlin)
- 1985: William Shakespeare: Der Kaufmann von Venedig (Doge) – Regie: Thomas Langhoff (Deutsches Theater Berlin)

## Hörspiele
- 1953: Nikolai Gogol: Die toten Seelen (Musarow) – Regie: Richard Hilgert (Hörspiel – Berliner Rundfunk)
- 1953: Friedrich Karl Kaul: Aktenvermerk F (Dr. Bolte) – Regie: Peter Brang (Hörspiel – Berliner Rundfunk)
- 1953: Herbert Torbeck/Manda Torbeck: Die letzte Meldung (Blanche) – Regie: Wolfgang Schonendorf (Hörspiel – Berliner Rundfunk)
- 1953: Carl Sternheim: Die Kassette (Heinrich Krull) – Regie: Werner Wieland (Hörspiel – Berliner Rundfunk)
- 1954: Günther Rücker: zehn Jahre später (Adjutant) – Regie: Günther Rücker (Dokumentarhörspiel – Rundfunk der DDR)
- 1954: Wladimir Poljakow: Liebe, Medizin und eine kleine Wohnung (Oberarzt) – Regie: Richard Hilgert (Hörspiel – Rundfunk der DDR)
- 1955: Leonhard Frank: Die Ursache (Zimmerherr) – Regie: Martin Flörchinger (Hörspiel – Rundfunk der DDR)
- 1955: A. G. Petermann: Die Premiere fällt aus (Gorsky, Schauspieler) – Regie: Herwart Grosse (Kriminalhörspiel – Rundfunk der DDR)
- 1955: Lieselotte Gilles/Gerhard Düngel: Der Doktor der Armen (Chirurg Hasse) – Regie: Willi Porath (Hörspiel – Rundfunk der DDR)
- 1955: Zdzislaw Skowronski/Josef Slotwinski: Der Geburtstag des Direktors (Dobek, Abteilungsleiter) – Regie: Helmut Hellstorff (Hörspiel – Rundfunk der DDR)
- 1955: Henrik Ibsen: Nora oder Ein Puppenheim (Rechtsanwalt Robert Helmer) – Regie: Horst Preusker (Hörspiel – Rundfunk der DDR)
- 1956: William Shakespeare: Hamlet, Prinz von Dänemark (Polonius) – Regie: Martin Flörchinger (Hörspiel – Rundfunk der DDR)
- 1956: Jan Rheinsperger: Die letzte Nacht (Kompanie) – Regie: Theodor Popp (Hörspiel – Rundfunk der DDR)
- 1957: Wolfgang Schreyer: Das Attentat (von Möllendorff) – Regie: Lothar Dutombé (Dokumentarhörspiel – Rundfunk der DDR)
- 1957: A. G. Petermann: Die Hunde bellen nicht mehr (Dr. Holzmann) – Regie: Theodor Popp (Kriminalhörspiel – Rundfunk der DDR)
- 1958: Henrik Ibsen: Stützen der Gesellschaft (Konsul Richard Bernick) – Regie: Erich-Alexander Winds (Hörspiel – Rundfunk der DDR)
- 1960: Hans Pfeiffer: Zwei Ärzte (Dr. Bell) – Regie: Richard Hilgert (Kriminalhörspiel – Rundfunk der DDR)
- 1961: Klaas Smelik: Der Untergang der Eppie Reina (Handeren) – Regie: Edgar Kaufmann (Hörspiel – Rundfunk der DDR)
- 1961: Rolf Schneider: Prozeß Richard Waverly (Staatsanwalt) – Regie: Otto Dierichs (Hörspiel – Rundfunk der DDR)
- 1961: Günter Koch/Manfred Uhlmann: Mordsache Brisson (Cajoud) – Regie: Hans Knötzsch (Dokumentation – Rundfunk der DDR)
- 1961: Heinrich Böll: Zum Tee bei Doktor Borsig (Dr. Borsig) – Regie: Wolfgang Brunecker (Hörspiel – Rundfunk der DDR)
- 1962: Rolf Schneider: Godefroys (Beißel) – Regie: Otto Dierichs (Hörspiel – Rundfunk der DDR)
- 1962: Günter Koch: Mord auf Bestellung (Morrison) – Regie: Hans Knötzsch (Hörspiel – Rundfunk der DDR)
- 1963: Gerhard Jäckel: Die Wahnmörderin (Peter Karsten) – Regie: Wolfgang Brunecker (Hörspiel – Rundfunk der DDR)
- 1963: Rolf Schneider: Die Unbewältigten (Chefarzt Dr. Lau) – Regie: Edgar Kaufmann (Hörspiel – Rundfunk der DDR)
- 1964: Ephraim Kishon: Der Blaumilchkanal (Arzt) – Regie: Helmut Hellstorff (Hörspiel – Rundfunk der DDR)
- 1964: Józef Hen/Jadwiga Plonska: Skandal in Gody (Bürgermeister) – Regie: Edgar Kaufmann (Hörspiel – Rundfunk der DDR)
- 1964: Gerhard Stübe: Cicero contra Schellhase (Splettstößer) – Regie: Helmut Molegg (Hörspiel – Rundfunk der DDR)
- 1964: Walter Alberlein: Künstlerpech (Freund des Intendanten) – Regie: Werner Wieland (Hörspiel – Rundfunk der DDR)
- 1965: John Mortimer: Das Pflichtmandat (Morgenhall, Anwalt) – Regie: Joachim Gürtner (Hörspiel – Rundfunk der DDR)
- 1965: Henryk Keisch: Der Sachverständige (Syndikus) – Regie: Peter Groeger (Hörspiel – Rundfunk der DDR)
- 1965: Heinz Knobloch: Pardon für Bütten (Oberbuchhändler) – Regie: Wolfgang Brunecker (Kinderhörspiel – Rundfunk der DDR)
- 1965: Peter Weiss: Die Ermittlung (Capesius) – Regie: Wolfgang Schonendorf (Oratorium in 11 Gesängen – Rundfunk der DDR)
- 1965: Richard Groß: Der Experte ist tot (Makko) – Regie: Wolfgang Brunecker (Hörspiel – Rundfunk der DDR)
- 1965: Gisela Horn: Der große Fall (Herr Lohmann) – Regie: Manfred Täubert (Kinderhörspiel – Rundfunk der DDR)
- 1967: Horst Enders: Die Rettungsmedaille(Studienrat Mersch)  – Regie: Ingeborg Milster (Kinderhörspiel – Rundfunk der DDR)
- 1967: Volkstext: Der Hase und der Brunnen (Tiger) – Regie: Helmut Molleg (Kinderhörspiel – Rundfunk der DDR)
- 1967: Michel Cournot: Die Kinder des Gerichts (Brenot) – Regie: Fritz Göhler (Hörspiel – Rundfunk der DDR)
- 1967: Leonid Leonow: Professor Skutarewski (Pjotr Jewgrafowitsch Patrygin) – Regie: Helmut Hellstorff (Hörspiel – Rundfunk der DDR)
- 1967: Rolf Wohlgemuth: Verraten und verkauft (Direktor) – Regie: Peter Groeger (Hörspiel – Rundfunk der DDR)
- 1968: Ilja Konstantinowski: Verjährungsfrist (Franz Szedlowsky) – Regie: Helmut Molegg (Hörspiel – Rundfunk der DDR)
- 1968: Zvonimir Bajsić: Zwei Freunde (Jazica) – Regie: Zvonimir Bajsic (Hörspiel – Rundfunk der DDR)
- 1968: Vito Blasi/Anna-Luisa Meneghini: Eiertanz (Minister) – Regie: Hans Knötzsch (Hörspiel – Rundfunk der DDR)
- 1968: Gerhard Rentzsch: Am Brunnen vor dem Tore (Dr. Lohmeier) – Regie: Hans Knötzsch (Hörspiel – Rundfunk der DDR)
- 1969: Wilfried Schilling: Kellergespräche (Herr) – Regie: Joachim Staritz (Hörspiel – Rundfunk der DDR)
- 1969: Rolf Haufs: Harzreise (Hotelier) – Regie: Peter Groeger (Hörspiel – Rundfunk der DDR)
- 1969: Karl-Heinrich Bonn/Maria Bonn: Die Reise nach K. (Helbig) – Regie: Wolfgang Brunecker (Hörspiel – Rundfunk der DDR)
- 1970: Sophokles: Die Antigone des Sophokles (Alter) – Regie: Martin Flörchinger (Hörspiel – Rundfunk der DDR)
- 1970: Emil Manow: Der Mandelzweig (Herr) – Regie: Helmut Hellstorff (Hörspiel – Rundfunk der DDR)
- 1970: Hans Pfeiffer: Identifizierung eines unbekannten Toten (Rektor) – Regie: Horst Liepach (Hörspiel – Rundfunk der DDR)
- 1971: Jürgen Beidokat: Drei Kapitel über eine Meuterei (Admiral Hood) – Regie: Werner Grunow (Hörspiel – Rundfunk der DDR)
- 1972: Ben Jonson: Volpone oder der Fuchs (Voltore) – Regie: Werner Grunow (Hörspiel – Rundfunk der DDR)
- 1972: Jan Klima: Der Tod liebt die Poesie (Professor Novak) – Regie: Werner Grunow (Kriminalhörspiel (2 Teile) – Rundfunk der DDR)
- 1972: Kai Himmelstrup: The Dandelions (Olsen) – Regie: Helmut Hellstorff (Hörspiel (2 Teile) – Rundfunk der DDR)
- 1973: Lya Rikova: Die Dame mit den zwei Köpfen (Celestin) – Regie: Miroslawa Valova (Hörspiel – Rundfunk der DDR)
- 1973: Gotthold Gloger: Der Mann mit dem Goldhelm (de Bruyn) – Regie: Renate Thormelen (Kinderhörspiel – Rundfunk der DDR)
- 1974: Jeremi Przybora: Die Dame und ihr Hündchen Tesoriono (Künstler) – Regie: Helmut Hellstorff (Hörspiel – Rundfunk der DDR)
- 1974: Augusto Boal: Torquemada – Regie: Peter Groeger (Hörspiel – Rundfunk der DDR)
- 1976: Wassili Schuschin: Energische Leute (Glatzkopf) – Regie: Wolfgang Schonendorf (Hörspiel – Rundfunk der DDR)
- 1976: Adolf Glaßbrenner: Antigone in Berlin (Dr. Funke) – Regie: Werner Grunow (Hörspiel (Kunstkopf) – Rundfunk der DDR)
- 1976: Johann Nestroy: Der böse Geist Lumpacivagabundus oder Das liederliche Kleeblatt (Mystifax) – Regie: Maritta Hübner (Hörspiel – Rundfunk der DDR)
- 1978: Rudi Strahl: Die Trauerrede (Gruhl) – Regie: Werner Grunow (Kurzhörspiel – Rundfunk der DDR)
- 1980: Georg Büchner: Dantons Tod (Bürger) – Regie: Joachim Staritz (Hörspiel – Rundfunk der DDR)
- 1980: Heinz Drewniok: Karl und Kasimir (Karl) – Regie: Wolfgang Schonendorf (Kurzhörspiel – Rundfunk der DDR)
- 1982: Adolf Glaßbrenner: Herr Buffey macht einen Ausflug (Erster Mann) – Regie: Werner Grunow (Hörspiel – Rundfunk der DDR)